# منظمة سيتي سبراوتس
سيتي سبراوتس (أو براعم المدينة) هي منظمة غير ربحية مصنفة في الفئة 501(c)(3) يقع مقرها في كامبريدج، ماساتشوستس وتساهم مع مدرسي المدارس الحكومية والعاملين بها لتنمية الفصول خارج المدارس والحدائق المنزلية في ساحات المدارس المحلية. تشترك منظمة سيتي سبراوتس أيضًا مع الفلاحين المحليين وطباخي المطاعم وبرنامج خدمة الطعام التابع لـمدرسة كامبريدج الحكومية (CPSD) الذي يهدف إلى إكساب أطفال المدارس المدنية خبرات الزراعة وإعداد الطعام الصحي وتناوله.
تمتد برامج منظمة سيتي سبراوتس في كل المناطق الاثنتي عشرة في جميع المدارس الحكومية الابتدائية والإعدادية. في أثناء فصلي الخريف والربيع، يدعم العاملون بمنظمة سيتي سبراوتس استخدام المدرسين لحدائق المدارس لتدريس حصص خارج الفصول المغلقة في أثناء اليوم الدراسي. تخصص منظمة سيتي سبراوتس عشر ساعات أسبوعيًا في كل مدرسة تتعامل معها بين شهري أبريل ونوفمبر للإشراف على صيانة الحدائق وتنسيق استخدامها ومساعدة المدرسين في تدريس حصصهم خارج الفصول الدراسية في الحدائق التي تشرف عليها منظمة سيتي سبراوتس. يشير 75% من مدرسي المراحل ما بين مرحلة ما قبل الروضة - وحتى الفصل الثامن في مدارس كامبريدج الحكومية أنهم استخدموا الحديقة المدرسية على الأقل لمرة واحدة وما يصل إلى عشرين مرة في حصص العلم والرياضيات والتاريخ إضافة إلى مواد أخرى.
تتعاون منظمة سيتي سبراوتس حاليًا مع مدرسة كامبريدج الحكومية لإدراج برنامج التشجير ورعاية الحدائق في منهج العلوم لكل الدرجات التعليمية.
يقوم برنامج سيتي سبراوتس لتدريب الشباب في الصيف بربط الشباب بنظام الغذاء المحلي الخاص بهم وينشئ جسور الصلة بالبيئة الحضرية الطبيعية. تقوم مجموعات من شباب المدارس الإعدادية من كل مدارس المدينة بالمحافظة على حديقة المدرسة علاوة على القيام برحلات ميدانية إلى أسواق الفلاحين والمزارع الريفية و الحضرية.

## المراحل الأساسية
- في عام 2010م، بدأت منظمة سيتي سبراوتس في عقد مشاورات مع مدارس في منطقة بوسطن.
- كانت منظمة سيتي سبراوتس إحدى المنظمات غير الربحية الست في المنطقة التي اختيرت في عام 2008م كمنظمة ابتكارية من قبل منتدى الابتكار الاجتماعي الذي عقد في كامبريدج.

## الهدف
تهدف منظمة سيتس سبراوتس إلى تنمية حدائق المدارس الغنية بالمدارس ورعايتها وصيانتها بالتعاون مع الجهات المعنية عن المدارس الحكومية. ومع إدراجها في المناهج الحكومية، تلهم الحدائق التي تقوم سيتي سبراوتس المدرسين والطلبة والعائلات بإقامة علاقة قوية وراسخة مع دائرة التغذية والزراعة المستدامة إضافة إلى البيئة الطبيعية.